# Gorgonzola (település)
Gorgonzola település Olaszországban, Lombardia régióban, Milánó megyében. Lakosainak száma 21 216 fő (2023. január 1.). Gorgonzola Bellinzago Lombardo, Bussero, Cassina de’ Pecchi, Gessate, Melzo, Pessano con Bornago és Pozzuolo Martesana községekkel határos.

## Népesség
A település lakossága az elmúlt években az alábbi módon változott:
| Lakosok száma | 19 953 | 20 412 | 20 529 | 21 216 |
|               | 2013   | 2017   | 2018   | 2023   |